# Поповка (Вожегодский сельсовет)
Поповка — деревня в Вожегодском районе Вологодской области.
Входит в состав Вожегодское городское поселение, с точки зрения административно-территориального деления — в Вожегодский сельсовет.
Расстояние до районного центра Вожеги по автодороге — 9 км. Ближайшие населённые пункты — Петровская, Абатуриха, Новожилиха, Нестериха.
По переписи 2002 года население — 2 человека.